# Dom (Band)
Dom ist ein 2010 gegründetes Funeral-Doom-Projekt.

## Geschichte
Der in Madrid lebende Iván „Belial“ Manzano gegründete Dom als ein instrumentales Nebenprojekt zu Poenarian Mist. Der als Schlagzeuger diverser spanischer Metal-Bands bekannte Manzona initiierte Dom als rein instrumentales Funeral-Projekt während der Aufnahmen zu Poenarian Mists We Are Gods. Das Debüt des Studioprojektes Dom I wurde im April 2010 über Myspace zum Download bereitgestellt und später über The Dread Lair und Satanarsa Records als reguläres Album veröffentlicht. Die folgende EP Mud erschien im Juni über Strange Records als MC und als kostenfreier Download über das eigens von Manzano hierzu betriebene Download-Label A Smack in All the Mouth Records. Die gepaarte Veröffentlichungsform aus kostenfreien Downloads und physischen Veröffentlichungen in Kooperation mit Firmen wie Satanarsa Records oder Dark Matter Records behielt Manzano für die nachkommenden Veröffentlichungen bei.

## Stil
Dem Webzine Doom-Metal.com zufolge ist die von Dom präsentierte Musik ein „langsamer Funeral Doom“. Zum einordnenden Vergleich wird auf Genreinterpreten wie My Shameful, Nortt, Shape of Despair und Ea verwiesen.
Riccardo Veronese beschreibt die Musik für Doom-Metal.com als „etwas Schreckliches“, das aus der Kombination von instrumentalen Funeral Doom und Downtempo „erfreulich zu hören“ sei. „Verzweifelte Keyboard-Moll-Akkorde unterbrochen von anhaltenden Gitarren-Riffs“ kreieren eine „nächtliche [wirkende] Elegie“. Manzano selbst verweist auf die angestrebte Kombination aus Funeral Doom, Downtempo und gruseligen Effekten, „um ein einzigartiges Universum der Depression zu schaffen.“ Derweil seien alle Instrumente ausgenommen einiger Effekte und Gitarrenaufnahmen sequenziert.

## Diskografie
- 2010: Dom I (Album, The Dread Lair, Satanarsa Records als CD)
- 2011: Mud (Download-EP, A Smack in All the Mouth Records / als MC über Strange Records)
- 2011: The Sun No Longer Rises (Split-Album mit Poenarian Mist, A Smack in All the Mouth Records als Download)
- 2012: Dom II End (Album, A Smack in All the Mouth Records, 2016 über Satanarsa Records als CD)
- 2014: Dom Vampyr (EP, A Smack in All the Mouth Records als Download)
- 2014: Journeys of the Mind (Split mit Hulduefni, Dark Matter Records als CD)